# 千像寺造像
千像寺造像，又称千像寺石刻，位于中国天津市蓟县盘山千像寺北山坡。千像寺石刻雕刻于唐、辽时期，晚的直到元明时期，是迄今发现的规模最大的辽代石刻造像群。目前，千像寺造像为全国重点文物保护单位和天津市文物保护单位。

## 历史
千像寺始建于唐朝，曾经是全国重要的佛教圣地之一，后毁于日本侵华战争。到目前为止，千像寺遗址共发现线刻佛教造像535尊、浮雕造像1尊，遗迹5处。石刻群中所有造像均为佛教题材，雕刻技法与风格表现出一种独特的民间传统工艺风韵，具有浓郁的地方特色。

## 简介
千像寺佛教石刻造像群位于蓟县盘山东麓官庄镇联合村北，造像集中分布在千像寺遗址四周较大的孤石或相对平整的崖壁上，皆为线刻，造像中可以辨认出释迦牟尼佛、大日如来佛、药师佛、弥勒佛、观音菩萨、地藏菩萨等。造像分为立姿和坐姿、卧姿等其他形态；从佛像的发髻式样、五官特征和衣纹等可以初步推断，其刊刻的时间集中在辽代，且均为民间自发刊刻。

## 保护
天津市文物部门于2005年对遗址周围四平方公里范围内进行多次“拉网式”调查，全面提取了石刻造像的本体信息、测绘了1/1000的石刻造像群平面图。对石刻造像群的地理环境、地质地貌、病害等方面进行初步调查，并提出了初步保护设想。